# Wardruna
Wardruna je norský hudební projekt Einara Selvika, známého jako Kvitrafn, sestavený ke zkoumání a evokování hlubin norské moudrosti a spirituality. Hudebně má své ohnisko v kultovním jazyce nalezeném v dávno zapomenutých umění norského šamanismu, Odinových písních a denních činností kultovního života, smíšený s norsko-skandinávskou tradiční lidovou hudbou a hudbou z dalších domorodých kultur.

## Členové
- Einar „Kvitrafn“ Selvik – zpěv, taglharpa, kravik lyra, bukkehorn
- Lindy-Fay Hella – zpěv
- Arne Sandvoll – bicí, doprovodný zpěv
- Eilif Gundersen – bukkehorn, lur, flétna, doprovodný zpěv
- HC Dalgaard – bicí, doprovodný zpěv
- John Stenersen – moraharp

### Dřívější členové
- Gaahl – zpěv
- Hallvard Kleiveland – norské housle

## Diskografie
- Runaljod – Gap Var Ginnunga (2009)
- Runaljod – Yggdrasil (2013)
- Runaljod – Ragnarok (2016)
- Skald (2018)
- Kvitravn (2021)
- Birna (2025)